# Marie Sidonie Těšínská
Marie Sidonie Těšínská (10. květen 1572 v Těšíně – 3. říjen 1587, Lehnice, Lehnické knížectví) – těšínská kněžna z rodu Piastovců (Těšínská větev Piastovců).

## Život
Byla dcerou Václava III. Adama Těšínského a jeho druhé ženy Kateřiny Sidonie Sasko-Lauenburské. 

## Manželství
Byla první ženou vévody Friedrich IV. Lehnického (1552–1596), jehož prarodiče byli Ludmila z Poděbrad a Fridrich I. Lehnický. Manželství bylo uzavřeno 20. ledna 1587. Z manželství se narodila dcera Marie Kateřina (17. září 1587 – 20 září 1587).

## Smrt
Zemřela na popordní komplikace v noci z 2. na 3. října 1587 v Lehnici. 
Byla pochována 17. listopadu 1587 v kostele sv. Jana, v Lehnici (dnes św. Jana Chrzciciela w Legnicy, ulice Ojców Zbigniewa i Michała 1, 59-220 Legnica, Polsko).

## Galerie

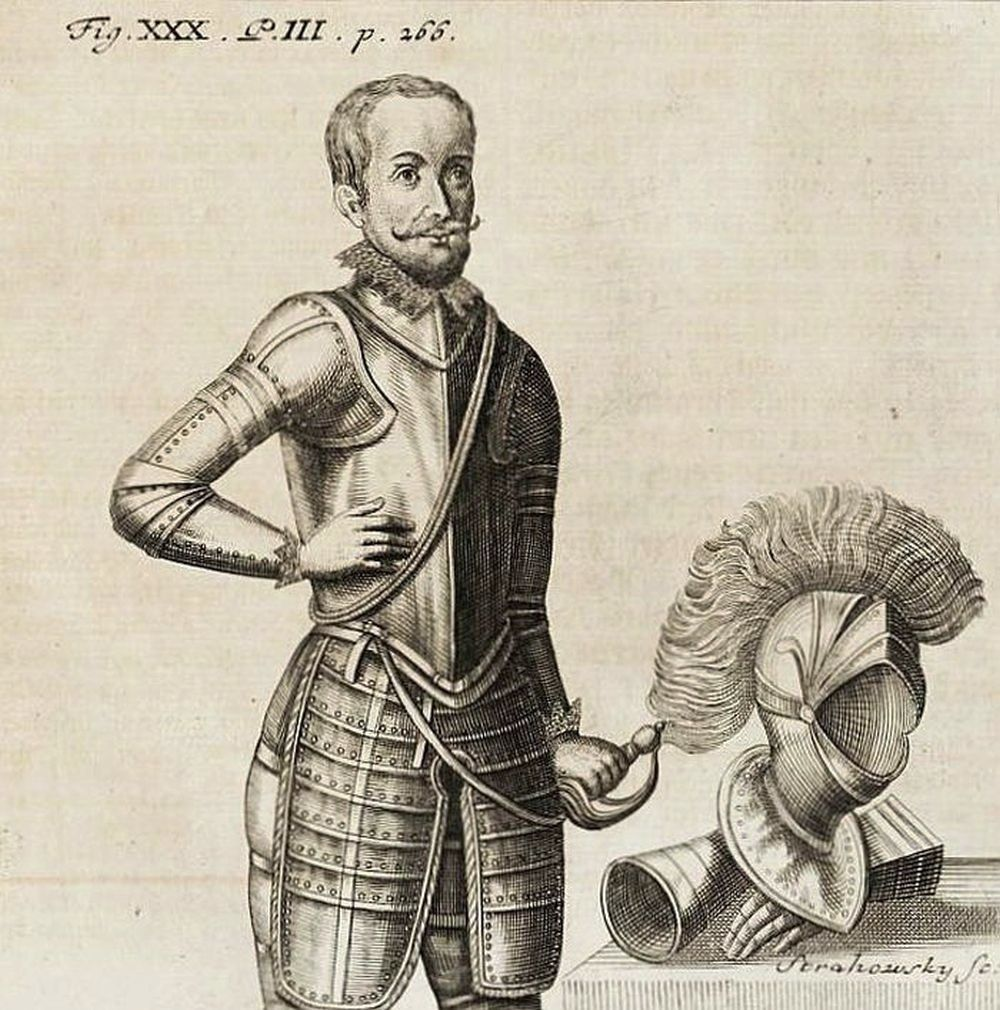
Friedrich IV. Lehnický, kresba Bartholomäus Strachowsky, 1733